# すごいスマホ
『すごいスマホ』は、原作：冨澤浩気、作画：肥田野健太郎による日本の漫画。『週刊少年ジャンプ』（集英社）において、2022年23号から同年46号まで連載された。高校生の探来田究がすごいスマホと出会ったことがきっかけとなり、事件に関わっていくサスペンスストーリー。

## 沿革
2022年5月9日発売の『週刊少年ジャンプ』23号より連載を開始。連載開始時にはPVが公開されている。同年6月24日から27日にかけて、YouTubeのジャンプチャンネルにて、本作の第1話から第3話までがボイスコミック化（1話のみ前後編に分割した計4作）され、同年9月3日、公開された全話を収録した内容の完全版ボイスコミックを公開。

## あらすじ
7年前に幼い弟・修が行方不明になってしまった高校1年生の主人公探来田 究は、天才的な頭脳を持ちながら、それを無駄遣いするような日常を送っていた。
ある日、帰宅した際に、カバンの中に見知らぬ小さなスマホが入っており、「グーググ・スマホ」というサービス名を冠したアシスタントAIが話しかけてくる。「世界の全てを検索できる」というAIの話に興味を覚えた究は、「自分の日記の内容」や「近所に落ちている全てのお金」を検索したことに驚く。
翌日以降、究は「すごいスマホ」(すマホ)を使って、児童誘拐事件や振り込め詐欺グループの犯人を突き止めて、警察に情報をタレコミ通報することで、スマホの「ポイント」を貯めて能力アップを図っていく。
そんな中、数百人の犯罪者たちが徒党を組んで、究のクラスメイトの住む「高級タワーマンション」を占拠する強盗事件が発生する。究は「すマホ」を駆使して、事件を解決して幼馴染の農丸 結歌たちを救出する。だが、それ以降この強盗事件をプロデュースした「すマホ持ち」の関函 全一郎と敵対していくことになる。

## 登場人物

### 主要人物
探来田 究（さぐらだ きゅう）
声 - 西山宏太朗
本作の主人公で、あだ名はQ。高校1年生。両親は大学の教授で、将来はアメリカの大学へ留学する予定。消息不明になった弟の修を探している。一人称は「俺」。
君（キミ）
声 - 下野紘
Qのすマホ。ある日、Qのカバンの中に入っていた。
農丸 結歌（のうまる ゆいか）
声 - 綾瀬みゆう
Qの幼馴染。Qと同じ高校1年生。一人称は「あたし」。

### すマホ持ち
関函 全一郎（かんがん ぜんいちろう）
声 - 篠田和真
LIMEで企画を作り、タワーマンションを襲撃させようとする人物で本作の黒幕。事件を起こし高得点を稼ぎ邪魔者である他のすマホ所有者を潰す、すマホの所有者。凄まじいまでにナルシストで、自己顕示欲が強い。一人称は「僕」。

望月 健 (もちづき けん)
通称、ボーケン。原宿のショップ店員。

清家 心 (せいけ こころ)
雑談系Yuutuber (ユウフワバー) で、「切ないセツナさん」という名前で活動中。葛西西高校に通う17歳の高校2年生。

淡沢 冷 (たんざわ れい)
通称、レイ。音楽性Yuutuber (ユウフワバー) で、「らんちゅう」という名前で活動中。三茶軒屋高校に通う15歳の高校1年生。

藻浦 乗成 (もうら のれなし)
全一郎の手下の一人。身長190cmオーバーで縦も横もデカい巨漢。頭を使うことが極めて苦手で、信じやすい性格な故にすぐに騙される。ただし、身体能力と戦闘能力はトップクラスで空手の心得もある。のち全一郎の策略により死亡した。

伊村 中義 (いむら ただよし)
全一郎の手下の一人。20歳。全一郎を崇拝しており、全一郎の指示を全力で遂行することを喜びとしている。全一郎程では無いにしろ、卓越した頭脳と行動力を持つ。全一郎も、手下の中では伊村のことを買っているらしい。

### 警視庁
瀬尾水 凪（せおみず なぎ）
声 - 稲垣好
警視庁サイバー犯罪捜査特課。父も警察官である。

### その他の人物
探来田 修（さぐらだ しゅう）
声 - 稲垣好
Qの弟。Qと対照的に活発的な性格で、7年前に失踪した。
川居 莉湖（かわい りこ）
声 - 北奈つき
貝海に誘拐された4歳の女の子で、Qによって救助された。
貝海 優太（かいうみ ゆうた）
声 - 石田優人
莉湖を誘拐した58歳の犯人。
岩倉 友実（いわくら ともみ）
全日本チワワ愛好会西東京支部副会長補佐で、63歳。4匹のチワワを飼っている。
実由（みゆう）、杏奈（あんな）、那美（なみ）
声 - 齋田華帆、藍谷早咲、佐藤詩乃
3人とも結歌の友達。
柊吾（しゅうご）
声 - 鈴木将之
ロッカーの中に入っている実由のスマホを見つけた。

## 用語
グーググ・スマホ
世界中の全ての情報を検策でき、あらゆる通信機器に匿名で通信できるスマホ。モチーフはグーグル(google)のもじり。

## 書誌情報
- 冨澤浩気（原作）・肥田野健太郎（作画）『すごいスマホ』集英社〈ジャンプ・コミックス〉、全3巻
  1. 「世界の全てを知るスマホ」2022年9月2日発売[1][9]、ISBN 978-4-08-883249-4
  2. 「接触」2022年12月2日発売[10]、ISBN 978-4-08-883357-6
  3. 「対決」2023年1月4日発売[11]、ISBN 978-4-08-883407-8